# Paula Fox
Pour les articles homonymes, voir Fox.
Paula Fox, née le 22 avril 1923 à New York et morte le 1er mars 2017 à Brooklyn dans la même ville, est une romancière américaine. Elle est lauréate du prestigieux prix international, le Prix Hans-Christian-Andersen, catégorie Écriture, en 1978.

## Biographie
Paula Fox est la fille d'un Américain et d'une Cubaine, tous deux scénaristes. Sa mère l'abandonne, et elle grandit auprès d'un pasteur. Elle se marie très jeune et a une fille, mais elle la fait adopter. Plus tard, elle fait des études à l'université Columbia et épouse un critique littéraire, Martin Greenberg. Sa fille est la mère de la chanteuse Courtney Love.
Elle commence par écrire des ouvrages pour la jeunesse alors même qu'elle est enseignante auprès d'enfants en difficultés. Plus tard, elle écrit aussi des fictions pour adultes. Sa reconnaissance vient à la fin de sa vie, lorsque Jonathan Franzen la cite comme le « meilleur écrivain de sa génération »,.

## Œuvres

### Pour adultes
- Pauvre Georges ! (Poor George, 1967), Paris, Fayard, 1989.
- Personnages désespérés (Desperate Characters, 1970), Paris, Fayard, 1988.
- Côte Ouest (The Western Coast, 1972), Paris, J. Losfeld, 2007.
- Les Enfants de la veuve (The Widow's Children, 1976), Paris, R. Laffont, 1979.
- La Légende d'une servante (A Servant's Tale, 1984), Paris, J. Losfeld, 2005.
- Le Dieu des cauchemars (The God of Nightmares, 1990), Paris, J. Losfeld, 2004.

### Pour la jeunesse
- La Chambre de Maurice (Maurice's Room, 1966), Paris, l'Ecole des loisirs, 1990.
- Le Portrait d'Ivan (Portrait of Ivan, 1969), Paris, Hachette , 1990.
- Le Poisson boiteux (Blowfish Live in the Sea, 1970), Paris, Hachette, 1980.
- Le Voyage du négrier (The Slave Dancer, 1973), Paris, Hachette, 1979.
- L'Alligator, le Raton laveur, Paris, Editions G.P., 1981
- L'Œil du chat (One-Eyed Cat, 1984), Paris, l'École des loisirs, 1991.
- L'Homme du clair de lune (The Moonlight Man, 1986), Paris, Hachette jeunesse, 1990.
- L'Île aux singes (Monkey Island, 1991), Paris, l'Ecole des loisirs, 1992.
- Le Cerf-volant brisé (The Eagle Kite, 1995), Paris, l'Ecole des loisirs, 1997.

### Autobiographie, mémoires
- Parure d'emprunt (Borrowed Finery, 2001), Paris, J. Losfeld, 2008.
- L'hiver le plus froid (The Coldest Winter: A Stringer in Liberated Europe, 2005), Paris, J. Losfeld, 2012.

## Prix et distinctions
- Bourse Guggenheim
- Médaille Newbery 1974
- Zilveren Griffel 1976
- Prix Hans-Christian-Andersen, catégorie Écriture, 1978
- (international) « Honour List » 1986[6] de l' IBBY pour L'Œil du chat (One-Eyed Cat)